# Кярди, Яан Юрьевич
Яан Юрьевич Кярди (25 февраля 1915 года, деревня Куртна, Везенбергский уезд, Эстляндская губерния, Российская империя — 13 января 1970 года, Таллин, Эстонская ССР) — бригадир слесарей Таллинского машиностроительного завода Эстонского совнархоза. Герой Социалистического Труда (1960).

## Биография
Родился в 1915 году в крестьянской семье в деревне Куртна Везенбергского уезда. Окончил начальную школу, потом обучался на печника. Позднее трудился в Таллине. С 1935 года работал слесарем на заводе Франца Крулля (с 1940 года — завод «Красный Крулль», с 1945 года — завод № 9 Главгазтоппрома, с 1949 года — Таллинский машиностроительный завод). После начала Великой Отечественной войны вместе с заводом эвакуировался в Московскую область и позднее — в Алтайский край.
После войны возвратился в Таллин и продолжил трудиться слесарем на заводе. В 1955 году назначен бригадиром слесарей. С 1958 года — член КПСС. Бригада, руководимая Яаном Кярди неоднократно занимала передовые позиции в заводском социалистическом соревновании, удостоилась первой на заводе и одной из первых в Эстонской ССР почётного звания «Бригада коммунистического труда».
В 1959 году бригада Яана Кярди досрочно выполнила коллективные социалистические соревнования и плановые производственные задания Шестой пятилетки (1956—1960). Указом Президиума Верховного Совета СССР от 28 мая 1960 года «за выдающиеся производственные успехи и проявленную инициативу в организации соревнования за звание бригад и ударников коммунистического труда» удостоен звания Героя Социалистического Труда с вручением Ордена Ленина и золотой медали Серп и Молот.
Позднее трудился мастером на этом же производстве, с конца 1960-х годов — заместитель начальника цеха.
Избирался депутатом Таллинского городского совета народных депутатов (в 1959 году), делегатом XXII съезда Компартии Эстонии.
Скончался в январе 1970 года. Похоронен на таллиннском Лесном кладбище.
Награды
- Герой Социалистического Труда
- Орден Ленина
- Почётная грамота Президиума Верховного Совета Эстонской ССР